# Montignac-Lascaux
Pour les articles homonymes, voir Montignac.
Montignac-sur-Vézère et Montignac (Dordogne) redirigent ici.
Montignac-Lascaux, également appelée Montignac (appellation officielle jusqu'en 2020) ou Montignac-sur-Vézère, est une commune française située sur la Vézère, dans le département de la Dordogne, en région Nouvelle-Aquitaine. Chef-lieu du canton de Montignac de 1790 à 2015, la commune est devenue à cette date le bureau centralisateur du canton de la Vallée de l'Homme.
Au cœur de la vallée de la Vézère, la grotte de Lascaux est son site emblématique, mondialement connu.

## Géographie

### Généralités
À l'est du département de la Dordogne, Montignac-Lascaux est une commune du nord Sarladais, ancien chef-lieu du canton de Montignac. Elle est arrosée par la Vézère et son affluent la Laurence qui se rejoignent sur le territoire communal.
La ville de Montignac-Lascaux se situe, en distances orthodromiques, 11 km au sud-est de Thenon, 13 km au sud-ouest de Terrasson-Lavilledieu et 19 km au nord de Sarlat-la-Canéda, dans la vallée de la Vézère, au carrefour des routes départementales 65, 704, 704e et 706.
La commune est également desservie au nord par les routes départementales 46 en direction des Farges, et 67 en direction d'Auriac-du-Périgord.
Le territoire communal est traversé par les sentiers de grande randonnée GR 36 et GR 461.

### Communes limitrophes
Montignac-Lascaux est limitrophe de sept autres communes. Au nord-ouest, son territoire est distant d'une trentaine de mètres de celui de Bars.
|        | Auriac-du-Périgord | Aubas                |
| Fanlac | Montignac-Lascaux  | Coly-Saint-Amand     |
| Thonac | Valojoulx          | La Chapelle-Aubareil |

### Géologie et relief

#### Géologie
Situé sur la plaque nord du Bassin aquitain et bordé à son extrémité nord-est par une frange du Massif central, le département de la Dordogne présente une grande diversité géologique. Les terrains sont disposés en profondeur en strates régulières, témoins d'une sédimentation sur cette ancienne plate-forme marine. Le département peut ainsi être découpé sur le plan géologique en quatre gradins différenciés selon leur âge géologique. Montignac-Lascaux est située dans le troisième gradin à partir du nord-est, un plateau formé de calcaires hétérogènes du Crétacé.
Les couches affleurantes sur le territoire communal sont constituées de formations superficielles du Quaternaire datant du Cénozoïque, de roches sédimentaires du Mésozoïque. La formation la plus ancienne, notée c2c, date du Turonien moyen à supérieur, composée de calcaires cryptocristallins, calcaires gréseux à rudistes et marnes à huîtres et à rhynchonelles, localement grès et sables jaunes (feuille de Terrasson). La formation la plus récente, notée CFvs, fait partie des formations superficielles de types colluvions carbonatées de vallons secs : sable limoneux à débris calcaires et argile sableuse à débris. Le descriptif de ces couches est détaillé dans  la feuille « no 784 - Terrasson » de la carte géologique au 1/50 000 de la France métropolitaine, et sa notice associée.

Carte géologique de Montignac-Lascaux.

#### Relief et paysages
Le département de la Dordogne se présente comme un vaste plateau incliné du nord-est (491 m, à la forêt de Vieillecour dans le Nontronnais) au sud-ouest (2 m à Lamothe-Montravel). L'altitude du territoire communal varie quant à elle entre 73 mètres au sud-ouest, là où la Vézère quitte la commune pour servir de limite entre celles de Thonac et Valojoulx et 273 mètres au nord-ouest, au lieu-dit les Quatre Bornes.
Dans le cadre de la Convention européenne du paysage entrée en vigueur en France le 1er juillet 2006, renforcée par la loi du 8 août 2016 pour la reconquête de la biodiversité, de la nature et des paysages, un atlas des paysages de la Dordogne a été élaboré sous maîtrise d’ouvrage de l’État et publié en octobre 2020. Les paysages du département s'organisent en huit unités paysagères,. La commune fait partie du Périgord noir, un paysage vallonné et forestier, qui ne s’ouvre que ponctuellement autour de vallées-couloirs et d’une multitude de clairières de toutes tailles. Il s'étend du nord de la Vézère au sud de la Dordogne (en amont de Lalinde) et est riche d’un patrimoine exceptionnel.
La superficie cadastrale de la commune publiée par l'Insee, qui sert de référence dans toutes les statistiques, est de 37,15 km2,,. La superficie géographique, issue de la BD Topo, composante du Référentiel à grande échelle produit par l'IGN, est quant à elle de 36,16 km2.

### Hydrographie

#### Réseau hydrographique
La commune est située dans le bassin de la Dordogne au sein du Bassin Adour-Garonne. Elle est drainée par la Vézère, la Laurence, le Doiran, le ruisseau de Gauléjac et par divers petits cours d'eau, qui constituent un réseau hydrographique de 29 km de longueur totale,.
La Vézère, d'une longueur totale de 211,2 km, prend sa source en Corrèze dans la commune de Meymac et se jette dans la Dordogne — dont elle est l'un des principaux affluents — en rive droite, à Limeuil, face à Alles-sur-Dordogne,. Elle traverse le territoire communal du nord au sud ouest sur près de six kilomètres et demi.
Son affluent de rive gauche le Doiran baigne la commune à l'est sur plus de quatre kilomètres et rejoint la Vézère par deux bras distants de près de 300 mètres.
La Laurence, d'une longueur totale de 14,35 km, prend sa source dans la commune de Thenon et se jette dans la Vézère en rive droite dans la commune, au nord-est de la ville, face à la commune d'Aubas,. Elle arrose le nord-est de la commune sur près de trois kilomètres.
Affluent de rive droite de la Laurence, le ruisseau de Gauléjac prend sa source près du lieu-dit les Gilettoux, dans le nord-est du territoire communal qu'il arrose sur plus de trois kilomètres et demi.

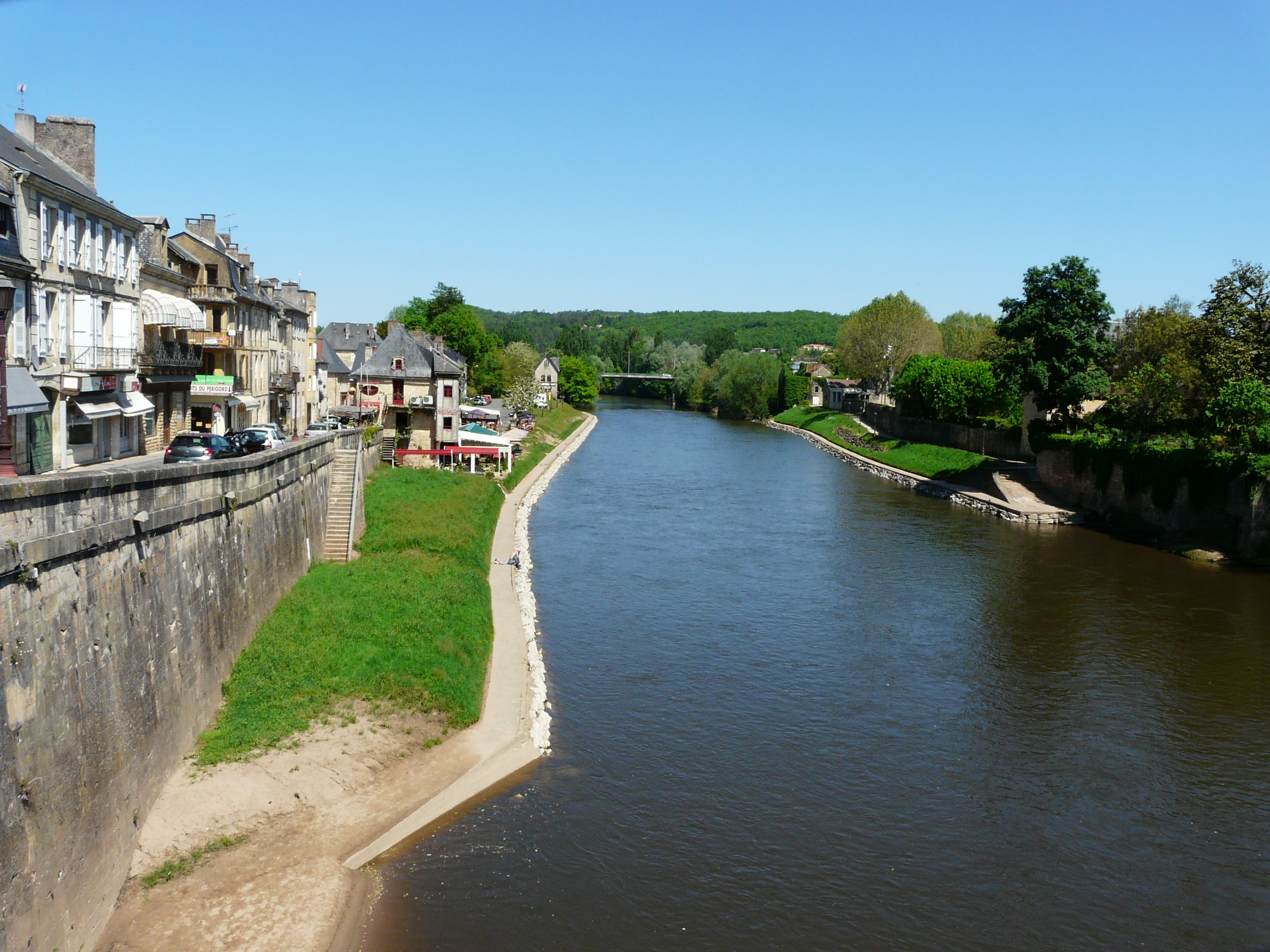
La Vézère au pont de Montignac.
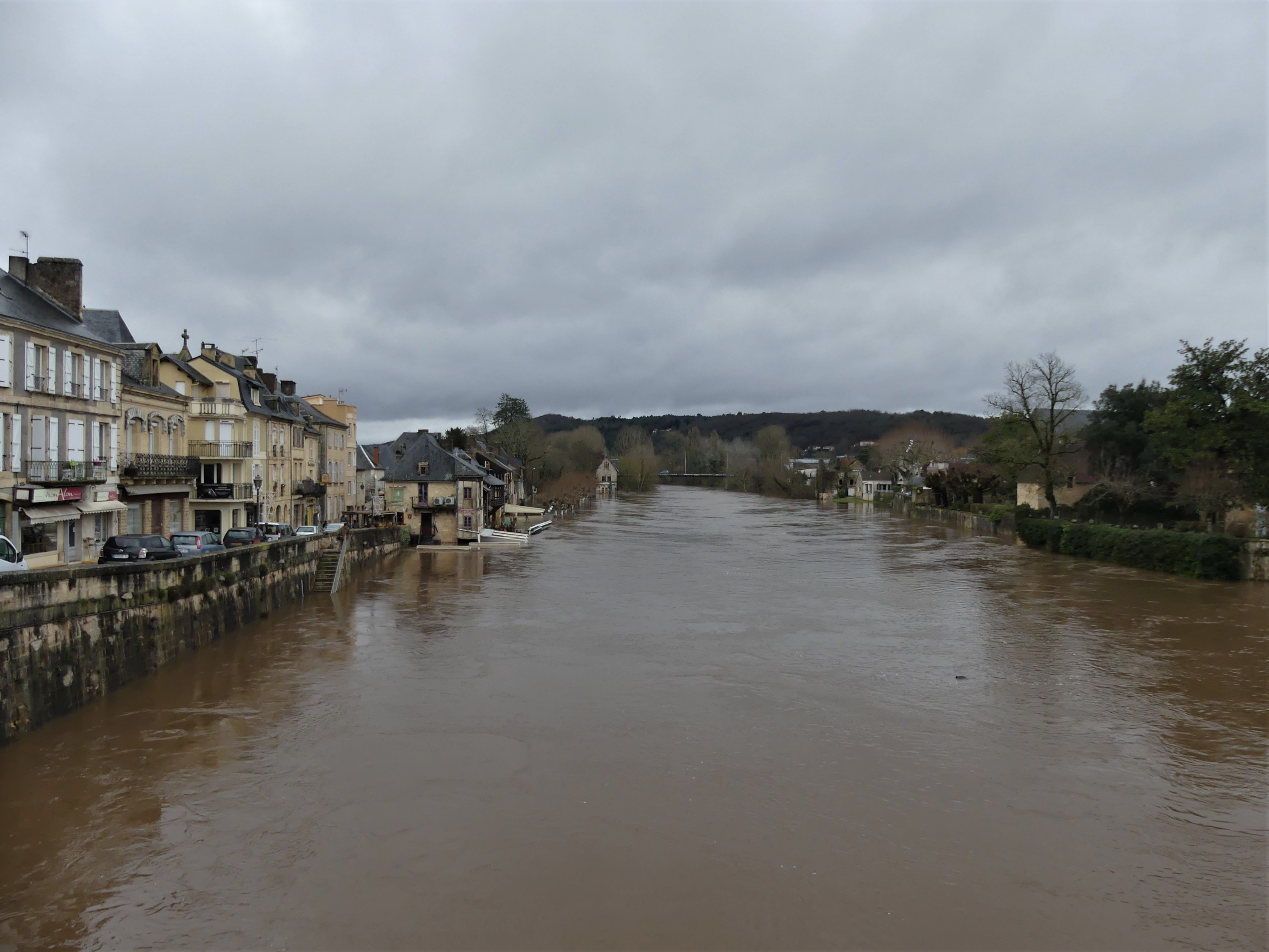
Le même endroit en période de crue.
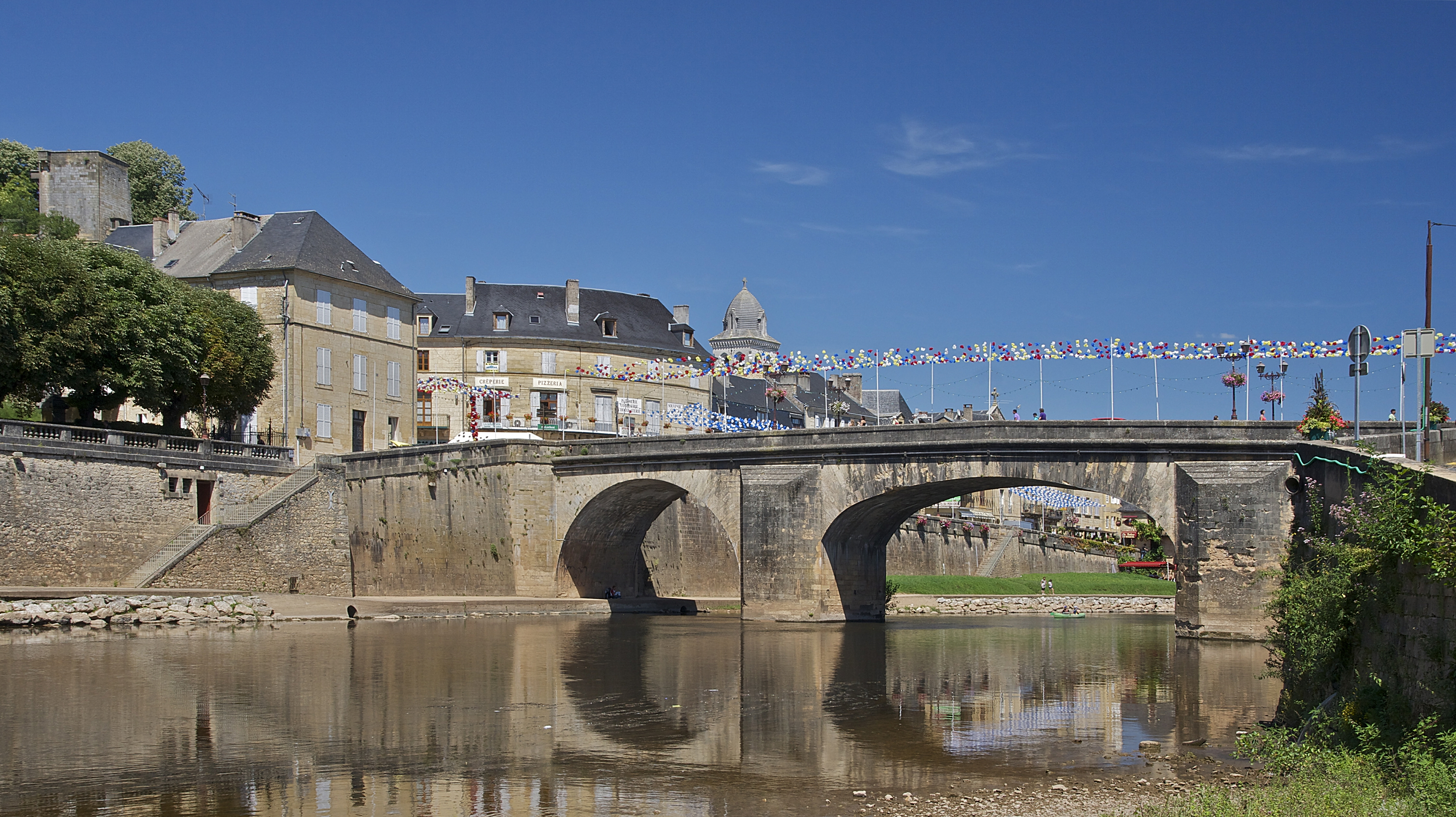
Le pont de Montignac sur la Vézère.
Réseaux hydrographique et routier de Montignac-Lascaux.

#### Gestion et qualité des eaux
Le territoire communal est couvert par le schéma d'aménagement et de gestion des eaux (SAGE) « Vézère-Corrèze ». Ce document de planification, dont le territoire regroupe les bassins versants de la Vézère et de la Corrèze, d'une superficie de 3 730 km2 est en cours d'élaboration . La structure porteuse de l'élaboration et de la mise en œuvre est le conseil départemental de la Corrèze. Il définit sur son territoire les objectifs généraux d’utilisation, de mise en valeur et de protection quantitative et qualitative des ressources en eau superficielle et souterraine, en respect des objectifs de qualité définis dans le troisième SDAGE  du Bassin Adour-Garonne qui couvre la période 2022-2027, approuvé le 10 mars 2022.
La qualité des eaux de baignade et des cours d’eau peut être consultée sur un site dédié géré par les agences de l’eau et l’Agence française pour la biodiversité.

### Climat
Pour des articles plus généraux, voir Climat de la Nouvelle-Aquitaine et Climat de la Dordogne.
Historiquement, la commune est exposée à un climat océanique aquitain.  
En 2020, Météo-France publie une typologie des climats de la France métropolitaine dans laquelle la commune est exposée à un climat océanique altéré et est dans la région climatique  Ouest et nord-ouest du Massif Central, caractérisée par une pluviométrie annuelle de 900 à 1 500 mm, maximale en automne et en hiver.
Pour la période 1971-2000, la température annuelle moyenne est de 12,7 °C, avec  une amplitude thermique annuelle de 15,1 °C. Le cumul annuel moyen de précipitations est de 880 mm, avec 12,4 jours de précipitations en janvier et 7,2 jours en juillet. Pour la période 1991-2020, la température moyenne annuelle observée sur la station météorologique la plus proche, située sur la commune de Thenon à 11 km à vol d'oiseau, est de 12,9 °C et le cumul annuel moyen de précipitations est de 907,1 mm,. Pour l'avenir, les paramètres climatiques de la commune estimés pour 2050 selon différents scénarios d’émission de gaz à effet de serre sont consultables sur un site dédié publié par Météo-France en novembre 2022.

### Milieux naturels et biodiversité
Sur 144 hectares, la colline de Lascaux est un site naturel inscrit en 1969 avant de devenir classée en 1982. En 1987, neuf hectares supplémentaires sont également classés.
Depuis 1966, la Vézère en aval du pont de Montignac, fait partie d'un site naturel inscrit,.

## Urbanisme

### Typologie
Au 1er janvier 2024, Montignac-Lascaux est catégorisée bourg rural, selon la nouvelle grille communale de densité à 7 niveaux définie par l'Insee en 2022.
Elle appartient à l'unité urbaine de Montignac-Lascaux, une unité urbaine monocommunale constituant une ville isolée,. La commune est en outre hors attraction des villes,.

### Risques naturels

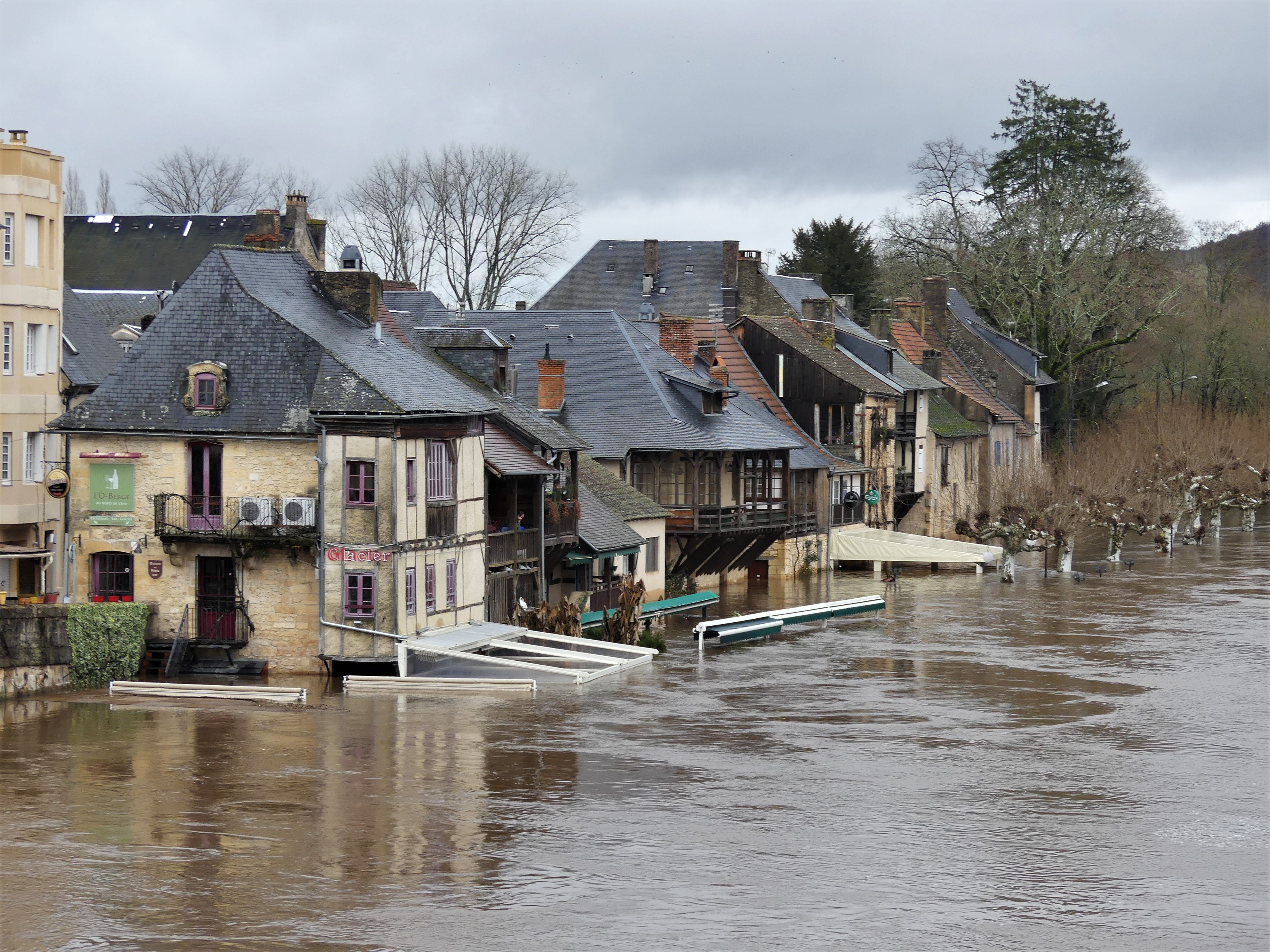
Les maisons du quai Merilhou en période de crue de la Vézère (janvier 2018).

Le risque inondation est pris en compte dans l'aménagement du territoire de la commune par le biais du plan de prévention des risques inondation (PPRI) de la « vallée de la Vézère »  approuvé le 20 décembre 2000, pour les crues de la Vézère. La crue historique la plus forte sur le secteur du PPRI pour laquelle des informations sont disponibles est la crue d’octobre 1960. Le débit de pointe de cette crue a été défini à 1 360 m3/s à Montignac, soit une période de retour d’environ 250 ans,.
Un plan de prévention du risque inondation (PPRI) a été approuvé en 2000 pour la Vézère — qui traverse la commune de l'est au sud-ouest — à Montignac, ayant un impact sur ses rives jusqu'à une largeur pouvant atteindre 700 mètres à l'est de la ville, ainsi que la partie aval de son affluent la Laurence (les 650 derniers mètres),.

#### Risque technologique
La commune est en outre située en aval du barrage de Monceaux la Virolle, un ouvrage de classe A situé dans le département de la Corrèze et faisant l'objet d'un PPI depuis 2009. À ce titre elle est susceptible d’être touchée par l’onde de submersion consécutive à la rupture de cet ouvrage.

## Toponymie
Le nom de la localité est attesté sous la forme latinisée Montignacum au XIe siècle, puis Montignac.
Depuis 2020, la commune est dénommée officiellement Montignac-Lascaux.
Elle est également appelée localement « Montignac-sur-Vézère ».
En occitan, la commune porte le nom de Montinhac.
Il s'agit d'un type toponymique gallo-roman extrêmement fréquent *Montaniacum, composé du suffixe d'origine gauloise en -(i)acum, qui soit sert à localiser, auquel cas il est généralement précédé d'un appellatif à valeur topographique, soit indique une propriété, cas dans lequel il est précédé d'un anthroponyme. Ce nom de personne serait *Montanius qui n'est pas attesté, contrairement à Montanus. Cependant on distingue le type Montaniacum du type Montiniacum, sur le nom de personne *Montinius, variante de Montinus. Conscient de la fréquence de ce nom de lieu que ce soit sous les formes Montigny, Montignac, etc., Albert Dauzat envisage aussi l'hypothèse d'un nom à caractère topographique, à savoir montinus (cité sans astérisque), relatif à une élévation, une colline, un mont, dérivé de mons (comprendre gallo-roman MONTE « élévation, colline, mont »). Cependant, Montaniacum a très bien pu aboutir à Montiniacum, et le premier élément Montan- représenterait alors *montanea qui a donné montagne en français (latin classique montanus). Les toponymes Montagnac, Montagny, etc. sont tout aussi fréquents.

## Histoire

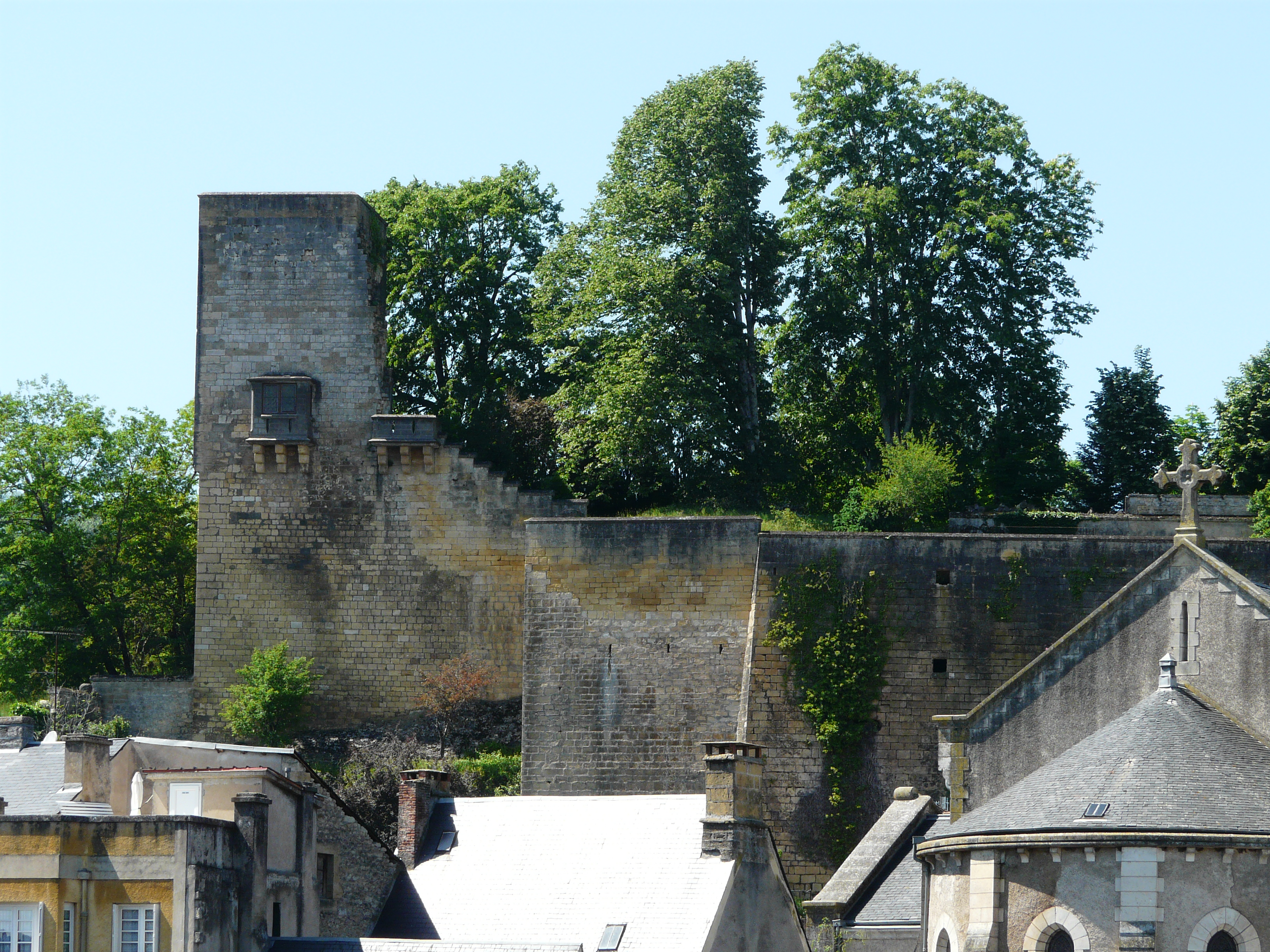
Tour du château de Montignac.

La présence humaine est attestée à Montignac dès le Paléolithique. La cité possède sur son territoire le site préhistorique de Lascaux et le gisement du Régourdou (homme de Néandertal). La ville entre dans l'histoire avec la colonisation romaine. Deux villas sont attestées : la villa des Olivoux (lieu-dit du Chambon au nord de Montignac, étudié archéologiquement depuis 2005) et la villa de Brenac.
À l’époque médiévale, la ville est pourvue d'une forteresse importante. Elle passe de main en main par mariage, vente, héritage avant de passer dans le giron de la famille d'Albret.
Montignac passe à la Maison d'Albret en 1334 par l'intermédiaire de Mathe d'Albret, épouse du seigneur de Montignac Élie Rudel de Bergerac. Le 17 juin 1334, Élie Rudel fait don à Mathe des seigneuries de Montignac et Montcucq (commune de Pomport) ainsi que de celle de Pujols dans la sénéchaussée de Carcassonne (sans doute la commune actuelle de Pouzols-Minervois), en règlement d'une dette qu'il ne peut pas payer. À la mort de Mathe en 1338, la seigneurie de Montignac est intégrée aux terres des Albret.
Elle y demeure jusqu'en 1603, date à laquelle le roi de France Henri IV la cède à François de Hautefort, seigneur de Thenon.
Le château de la ville est détruit en 1825. Il en reste aujourd'hui une tour et une partie de son infrastructure. Ville de gué qui permet de franchir la Vézère, le pont actuel date de 1766-1767. Chacune des rives témoigne encore aujourd'hui de l'histoire de la ville.
Sur la rive droite, on trouve encore quelques ruelles médiévales étroites avec des témoignages architecturaux des XIVe, XVe et XVIe siècles : maisons sur pilotis, à colombages, lavoirs, fontaines.
Sur la rive gauche, le faubourg avec son couvent, son prieuré et ses quais, rappelle quant à lui la vocation religieuse et commerciale (port marchand) de la ville sous l'Ancien Régime.
Montignac fut chef-lieu de district de 1790 à 1795.

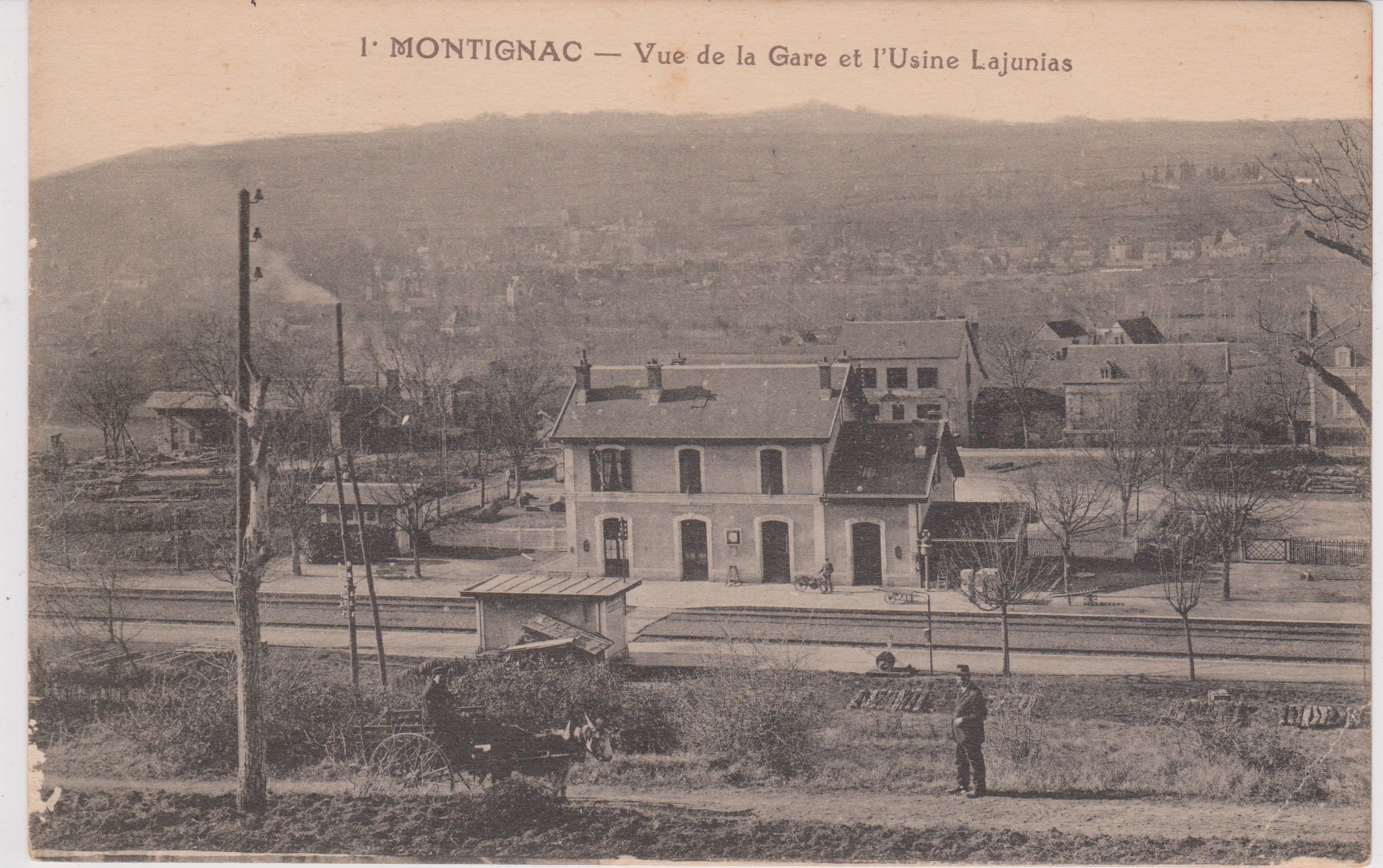
La gare de Montignac en 1905.

Sur la ligne de Condat - Le Lardin à Sarlat, la gare de Montignac a ouvert ces portes en octobre 1899 ; elle fut utilisée jusqu'en 1940 pour les voyageurs et 1955 pour les marchandises[réf. nécessaire].
Pendant de la Seconde Guerre mondiale, le maquis va installer des PC départementaux, reconstitués en mai 1944, avec Édouard Valéry, Jean Garraud, et Marcel Serre, vers Saint-Geyrac, Rouffignac-Saint-Cernin-de-Reilhac, Plazac et Montignac où ils vont occuper successivement trois maisons ou fermes isolées avant de s'installer dans le château de Laudonie où il resteront jusqu'à la libération de Périgueux.

## Politique et administration

### Rattachements administratifs et électoraux
Dès 1790, la commune de Montignac est le chef-lieu du canton de Montignac qui dépend du district de Montignac jusqu'en 1795, date de suppression des districts. En 1801, le canton est rattaché à l'arrondissement de Sarlat (devenu l'arrondissement de Sarlat-la-Canéda en 1965).
Dans le cadre de la réforme de 2014 définie par le décret du 21 février 2014, ce canton disparaît aux élections départementales de mars 2015. La commune est alors rattachée au canton de la Vallée de l'Homme, dont elle devient le bureau centralisateur.

### Intercommunalité
Fin 2001, Montignac intègre dès sa création la communauté de communes de la Vallée de la Vézère dont elle est le siège. Celle-ci est dissoute au 31 décembre 2013 et remplacée au 1er janvier 2014 par la communauté de communes de la Vallée de l'Homme dont le siège est aux Eyzies-de-Tayac-Sireuil.

### Administration municipale
La population de la commune étant comprise entre 2 500 et 3 499 habitants au recensement de 2017, vingt-trois conseillers municipaux ont été élus en 2020,.

### Liste des maires
| Période                                  | Période      | Identité        | Étiquette | Qualité                                           |
| ---------------------------------------- | ------------ | --------------- | --------- | ------------------------------------------------- |
| Les données manquantes sont à compléter. |              |                 |           |                                                   |
|                                          |              |                 |           |                                                   |
| mai 1972                                 | mars 2001    | Jacques Cabanel | PS        | Enseignant, puis directeur d'école, puis retraité |
| mars 2001                                | octobre 2002 | Jean Labeille   | DVG       |                                                   |
| octobre 2002                             | mars 2008    | Paul Azoulai    | PS        | Médecin                                           |
| mars 2008 (réélu en mai 2020)            | En cours     | Laurent Mathieu | UMP-LR    | Chef d'entreprise                                 |

### Jumelages
- Mairena del Aljarafe (Espagne)

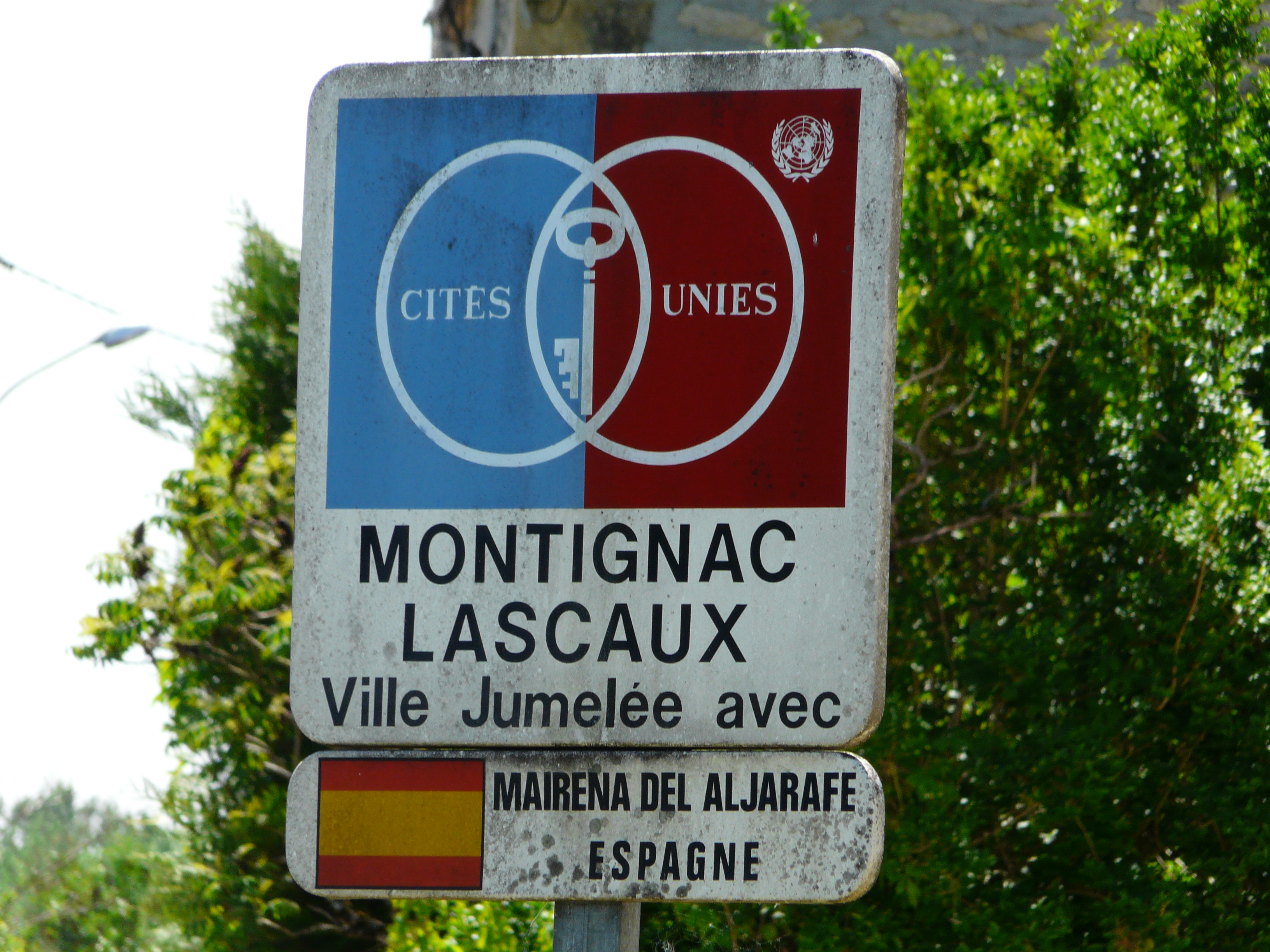
Panneau de jumelage de Montignac.

- Santillana del Mar (Espagne) depuis 2022, commune sur laquelle se trouve la célèbre grotte d'Altamira[57].

## Équipements et services publics

### Justice
Dans le domaine judiciaire, Montignac-Lascaux relève : 
- du tribunal judiciaire, du tribunal pour enfants, du conseil de prud'hommes et du tribunal de commerce de Périgueux ;
- du pôle Nationalité du tribunal judiciaire de Périgueux (compétent uniquement dans le domaine de la nationalité) ;
- de la cour d'appel, du tribunal administratif et de la  cour administrative d'appel de Bordeaux.

## Population et société

### Démographie
Les habitants de Montignac sont appelés les Montignacois.
L'évolution du nombre d'habitants est connue à travers les recensements de la population effectués dans la commune depuis 1793. Pour les communes de moins de 10 000 habitants, une enquête de recensement portant sur toute la population est réalisée tous les cinq ans, les populations de référence des années intermédiaires étant quant à elles estimées par interpolation ou extrapolation. Pour la commune, le premier recensement exhaustif entrant dans le cadre du nouveau dispositif a été réalisé en 2008.

En 2022, la commune comptait 2 760 habitants, en évolution de −1 % par rapport à 2016 (Dordogne : +0,37 %, France hors Mayotte : +2,11 %).
| 1793  | 1800  | 1806  | 1821  | 1831  | 1836  | 1841  | 1846  | 1851  |
| ----- | ----- | ----- | ----- | ----- | ----- | ----- | ----- | ----- |
| 2 600 | 3 000 | 3 295 | 3 520 | 3 922 | 3 790 | 3 752 | 3 794 | 4 010 |

| 1856  | 1861  | 1866  | 1872  | 1876  | 1881  | 1886  | 1891  | 1896  |
| ----- | ----- | ----- | ----- | ----- | ----- | ----- | ----- | ----- |
| 3 948 | 3 898 | 3 902 | 3 773 | 3 688 | 3 512 | 3 552 | 3 366 | 3 442 |

| 1901  | 1906  | 1911  | 1921  | 1926  | 1931  | 1936  | 1946  | 1954  |
| ----- | ----- | ----- | ----- | ----- | ----- | ----- | ----- | ----- |
| 3 102 | 3 057 | 3 086 | 2 926 | 3 017 | 2 813 | 2 943 | 2 741 | 2 706 |

| 1962  | 1968  | 1975  | 1982  | 1990  | 1999  | 2006  | 2008  | 2013  |
| ----- | ----- | ----- | ----- | ----- | ----- | ----- | ----- | ----- |
| 2 809 | 2 949 | 3 081 | 3 135 | 2 938 | 3 023 | 2 888 | 2 852 | 2 814 |

| 2018  | 2022  | - | - | - | - | - | - | - |
| ----- | ----- | - | - | - | - | - | - | - |
| 2 752 | 2 760 | - | - | - | - | - | - | - |

### Manifestations culturelles et festivités
- La « Journée de l'arbre, du bois et de la fleur » se tient dans la première quinzaine de mars[62].
- Créé en 2009, le festival Cliclac propose au mois de mai des expositions et des rencontres sur la photographie (14e édition en 2025 avec notamment une centaine de photos très grand format exposées à l'extérieur, dans les rues de la ville[63]).
- Créé au début des années 1980 par l'Amicale laïque du Montignacois[64], le « Festival de danses et musiques du monde » prend en 2012 le nom de « Cultures aux cœurs ». Il rassemble fin juillet-début août, pendant une semaine, les musiciens et danseurs de plusieurs pays ou régions. En raison de la pandémie de Covid-19, l'édition 2020 s'est déroulée en format réduit sur trois jours avec uniquement des groupes français ou des formations étrangères basées en France[65],[66]. La 44e édition est prévue du 28 juillet au 3 août 2025 avec des groupes folkloriques du Brésil, de la Colombie, du Costa Rica, de l'Équateur, d'Espagne, de France, de l'Inde, du Kirghizistan et de la république du Congo[67].
- En novembre, sur quatre journées, festival du film « Documen'Terre » qui présente des films et des débats sur l'environnement et la nature (15e édition en 2024)[68].
- La Félibrée est une fête populaire occitane organisée chaque année, dans une ville ou un village du Périgord. Elle s'est déroulée à Montignac en 1913, 1937, 1954, 2010 et en 2023[69].

### Sports et loisirs
Après réfection et mise en place d'un système de filtration par les plantes, la piscine municipale est ouverte depuis juillet 2023.
Dans le cadre des Jeux olympiques de Paris 2024, la flamme olympique passe par six communes du département de la Dordogne le 22 mai 2024, notamment à Montignac-Lascaux.

## Économie

### Emploi
L'emploi est analysé ci-dessous selon qu'il affecte les habitants de Montignac ou qu'il est proposé sur le territoire de la commune.

#### L'emploi des habitants
En 2018, parmi la population communale comprise entre 15 et 64 ans, les actifs représentent 1 061 personnes, soit 38,6 % de la population municipale. Le nombre de chômeurs (165) a diminué par rapport à 2013 (188) et le taux de chômage de cette population active s'établit à 15,6 %.

#### L'emploi sur la commune
En 2018, la commune offre 1 315 emplois pour une population de 2 752 habitants. Le secteur tertiaire prédomine avec 49,2 % des emplois mais le secteur administratif est également très présent avec 34,0 %.
Répartition des emplois par domaines d'activité
|                     | Agriculture, sylviculture ou pêche | Industrie | Construction | Commerce, transports et services | Administration publique, enseignement, santé, action sociale |
| ------------------- | ---------------------------------- | --------- | ------------ | -------------------------------- | ------------------------------------------------------------ |
| Nombre d'emplois    | 5                                  | 82        | 134          | 647                              | 447                                                          |
| Pourcentage         | 0,4 %                              | 6,2 %     | 10,2 %       | 49,2 %                           | 34,0 %                                                       |
| Source des données. |                                    |           |              |                                  |                                                              |

### Établissements
Fin 2018, la commune compte 180 établissements actifs employeurs, dont 129 au niveau des commerces, transports ou services, dix-huit relatifs au secteur administratif, à l'enseignement, à la santé ou à l'action sociale, quatorze dans l'industrie, dix dans la construction, et neuf dans l'agriculture, la sylviculture ou la pêche.

### Entreprises
« Pastels Girault », fabricant artisanal de la plus ancienne marque de pastels secs au monde qui soit encore en activité. La marque est née en 1780 à Paris puis déplacée à Montreuil, en région parisienne. En 1998, l'entreprise s'installe en Dordogne à La Chapelle-Aubareil puis à Montignac en 2016. En 2019, les pastels sont toujours produits par la quatrième génération de la même famille,. Elle est labellisée Entreprise du patrimoine vivant et certifiée Origine France Garantie pour un an depuis le 26 février 2025.
Dans le secteur du commerce, parmi les entreprises dont le siège social est en Dordogne, la société « Medea » implantée à Montignac se classe en 29e position quant au chiffre d'affaires hors taxes en 2015-2016, avec 20 777 k€.

### Monnaie locale
Une monnaie locale, l'Aqui, a été lancée en avril 2018,.

## Culture locale et patrimoine

### Lieux et monuments
- Château de Coulonges, XIVe et XVIe siècles, inscrit au titre des monuments historiques depuis 1948[84],[85].
- Château de Montignac, ancien fief des comtes de Périgord[86],[87].
- Grotte de Lascaux, grotte classée au patrimoine mondial de l'Unesco au titre des sites préhistoriques et grottes ornées de la vallée de la Vézère, également classée au titre des monuments historiques[88]. Elle est interdite à la visite pour la conservation du site mais ses fac-similés, « Lascaux 2 » et, depuis 2016, Lascaux 4 se visitent.
- Site préhistorique du Regourdou, classé au titre des monuments historiques depuis 1959[89].
- Gisement préhistorique de La Balutie, classé au titre des monuments historiques depuis 1960[90].
- Église Saint-Pierre-ès-Liens dont le clocher est inscrit au titre des monuments historiques depuis 1942[91]. Elle recèle un tableau du XVIIe siècle du peintre espagnol Juan Sánchez Cotán[92] : « La mort de saint Bruno », classé au titre des monuments historiques[93].
- Immédiatement à l'ouest de l'église, la « porte du Plô » est le vestige du portail de l'ancienne église du Plô.
- Hôtel de Bouilhac du XVIIe siècle, inscrit au titre des monuments historiques depuis 2008[94].
- Ancien hôpital Saint-Jean et chapelle de l'ancien prieuré (également appelée « église Saint-Georges ») inscrits au titre des monuments historiques[95],[96].
- L'hôpital de Montignac est inscrit au titre des monuments historiques depuis 1949 pour sa cheminée sarrasine précédemment implantée à l'école des garçons[97],[98],[99].
- En rive droite de la Vézère, le quai Merilhou présente un ensemble de maisons anciennes dont cinq sont inscrites au titre des monuments historiques.
- La maison Duchêne du XIXe siècle est inscrite au titre des monuments historiques depuis 2011[100].
- Pont de Montignac, bâti en 1776-1777, avec ses avant-becs[101].
- Monument de Joseph Joubert[102].
- Ruine de la chapelle romane de Bouley au lieu-dit Roufflat[103],[104].
- Ancien prieuré de Brenac[105].
- Buste en hommage à l'écrivain Eugène Le Roy, réalisé par le sculpteur Gabriel Forestier en 1927[106].
- Château de Puy-Robert, construit par M. de Montardy après l'achat de la "propriété de Péroubert", le 18 août 1841[107].
- Écluse de Montignac. Le "pas de Saint-Pierre de Montignac" figure en 1696 sur le plan de l'ingénieur Ferry. Il est situé plus en amont que l'écluse à sas de Montignac réalisée à partir de 1824 sur les plans de l'ingénieur en chef des Ponts-et-Chaussées Philippe Henry Conrad. Inachevée, elle a été reprise et terminée entre 1840 et 1845. Elle est remise aux Domaines en 1897. Elle est abandonnée après l'arrêt du trafic batelier sur la Vézère. La rivière n'est plus navigable depuis 1926[108].

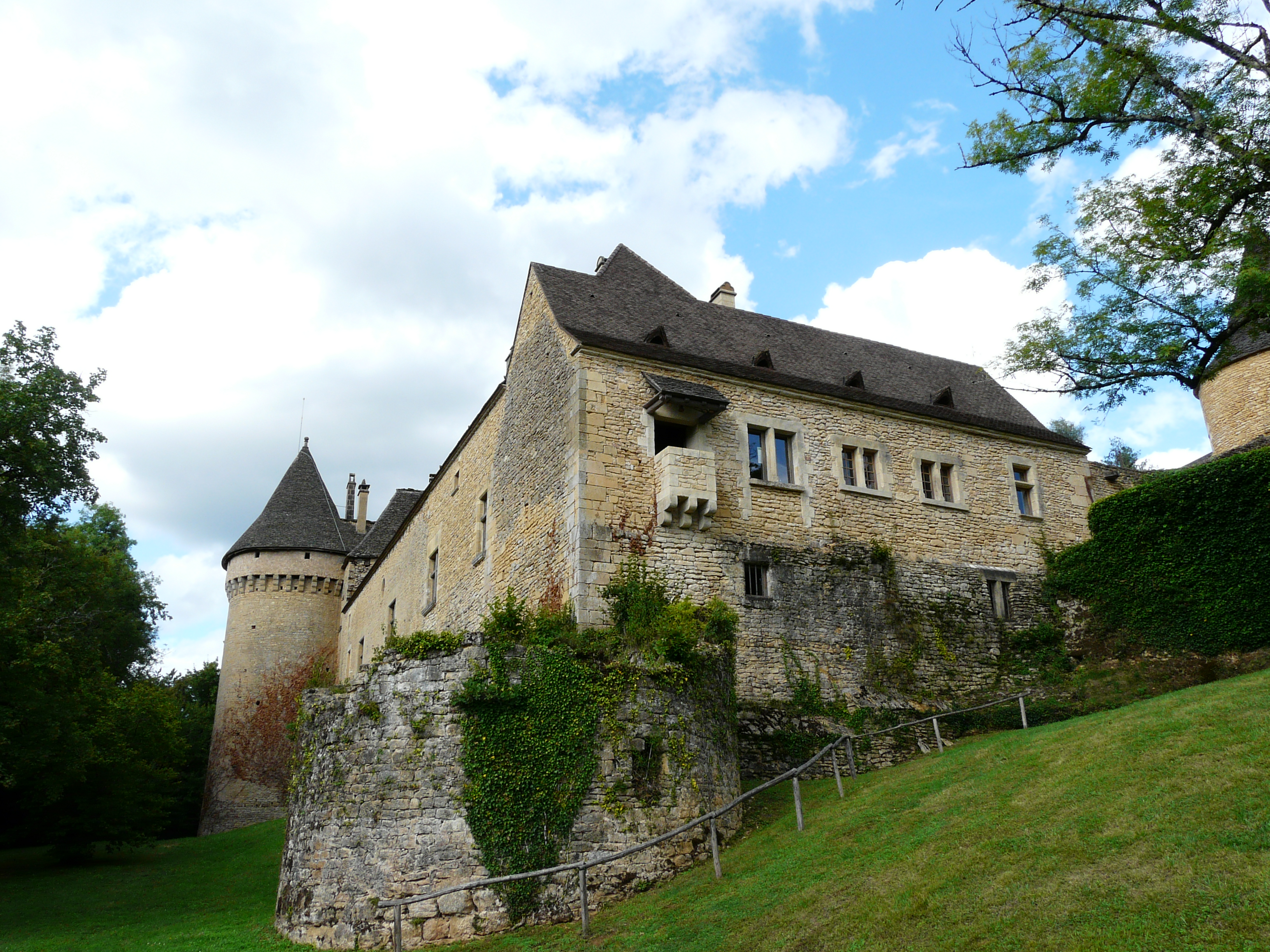
Le château de Coulonges.
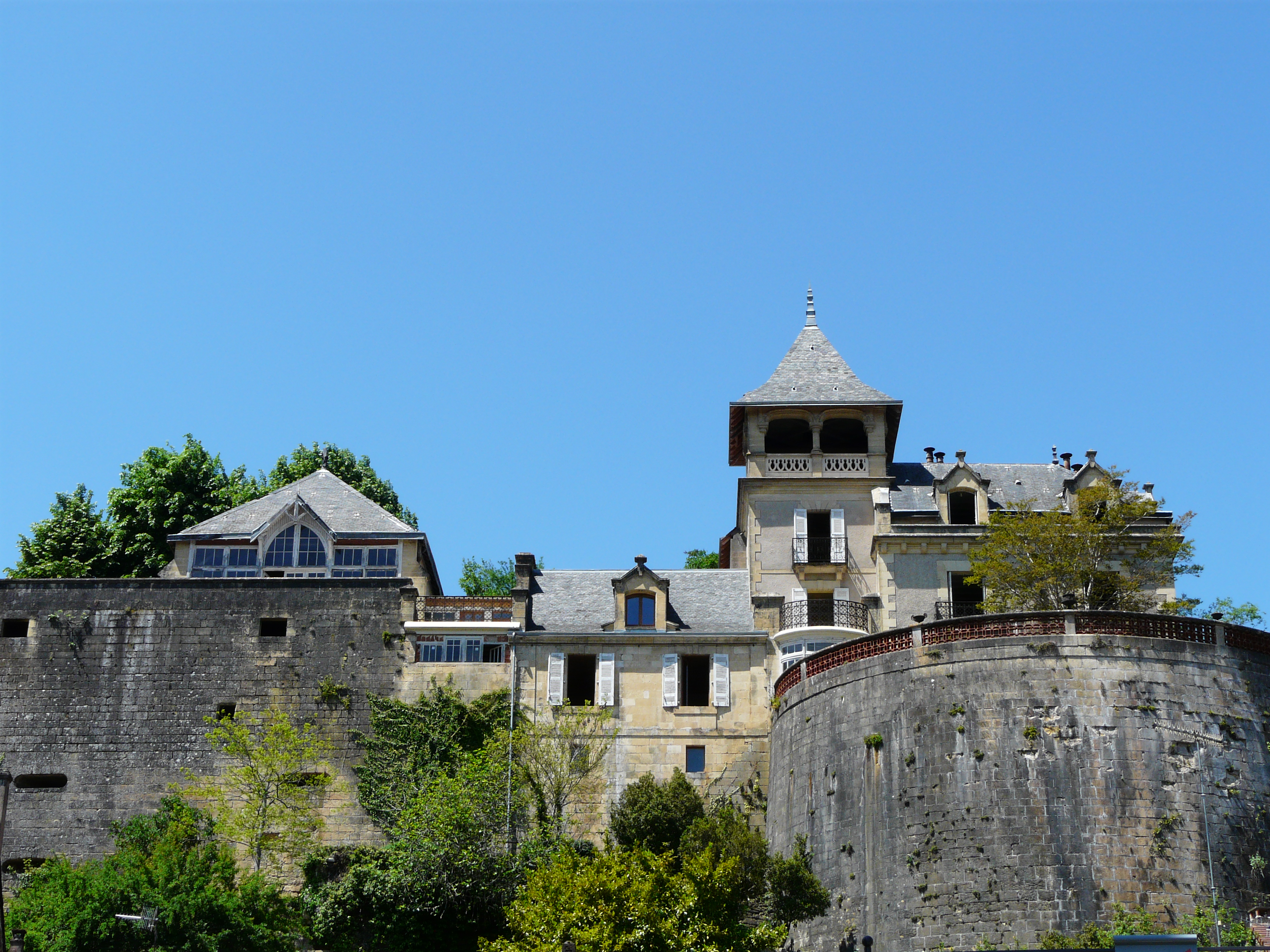
Les remparts du château de Montignac et le château moderne.
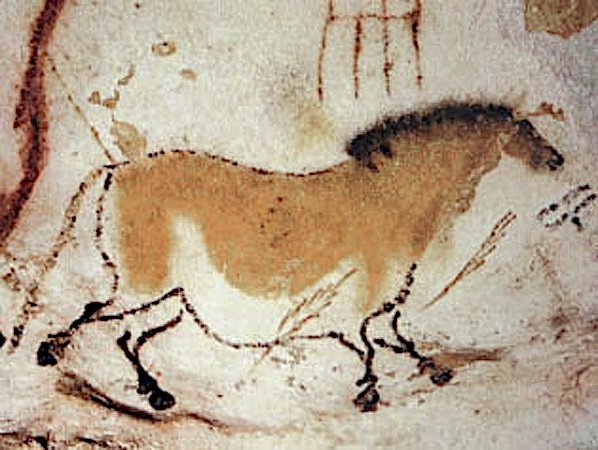
Cheval de la grotte de Lascaux.
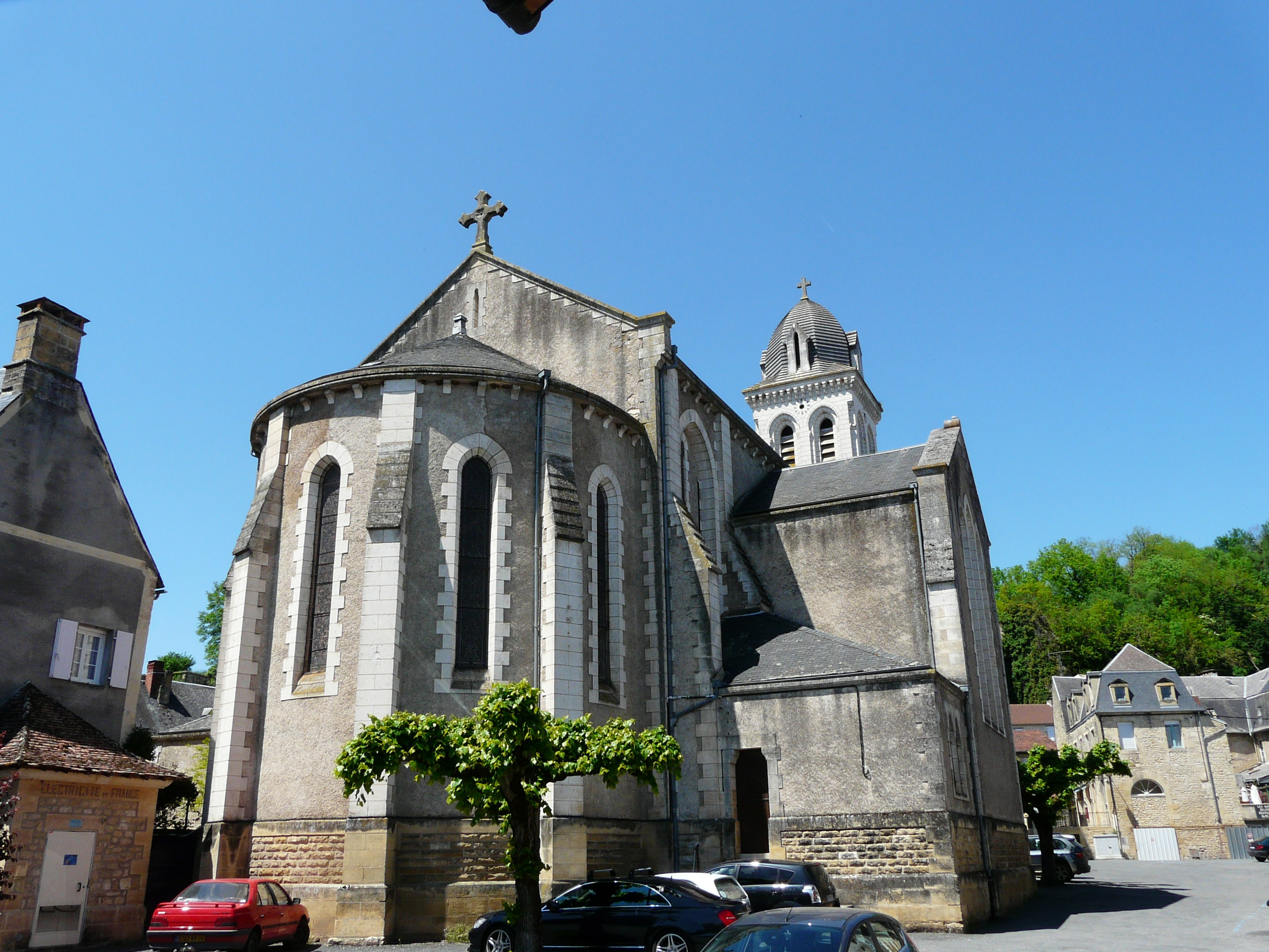
Le chevet de l'église Saint-Pierre-ès-Liens.
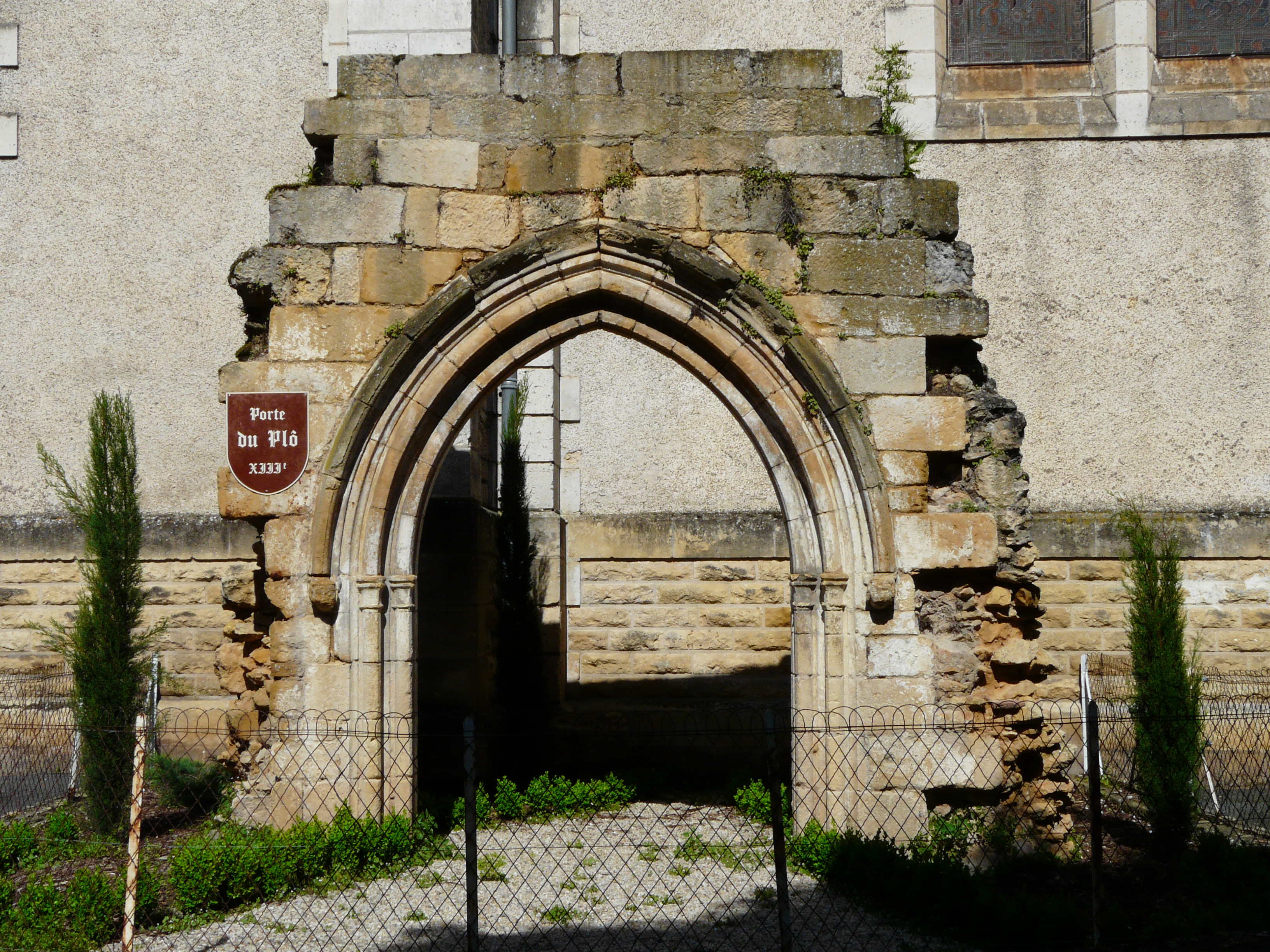
Le portail de l'ancienne église du Plô.
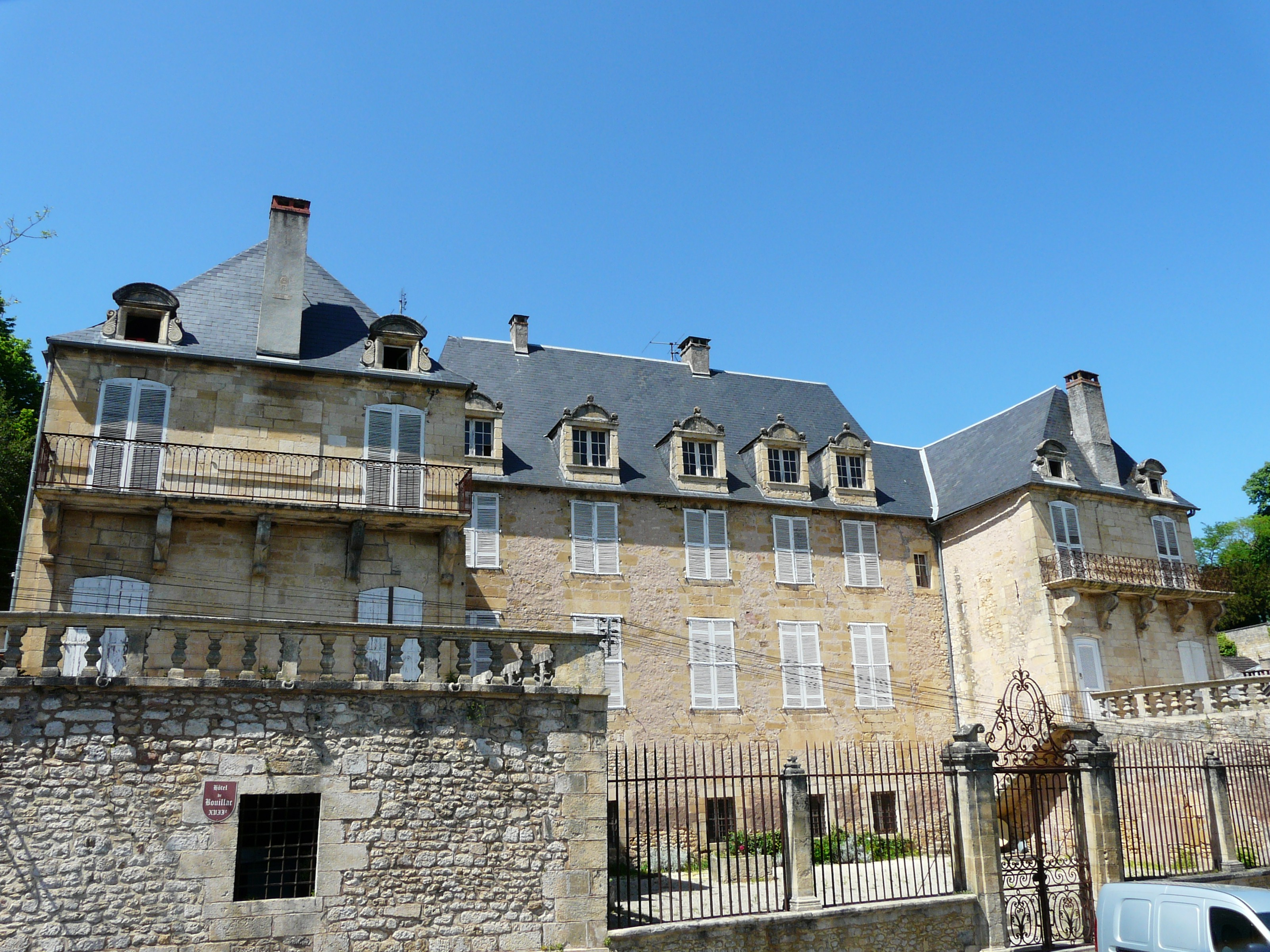
L'hôtel de Bouilhac.
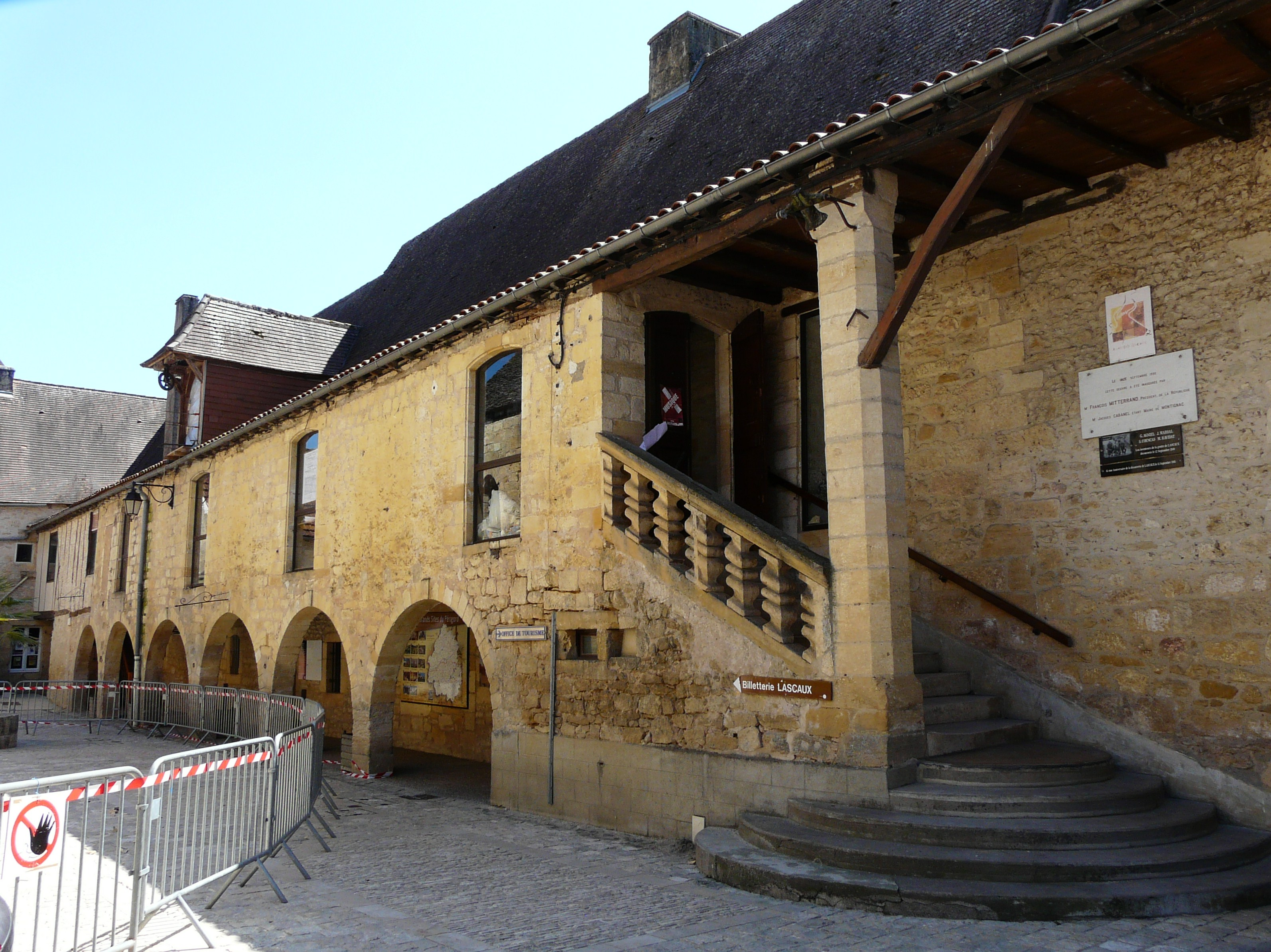
L'ancien hôpital Saint-Jean.
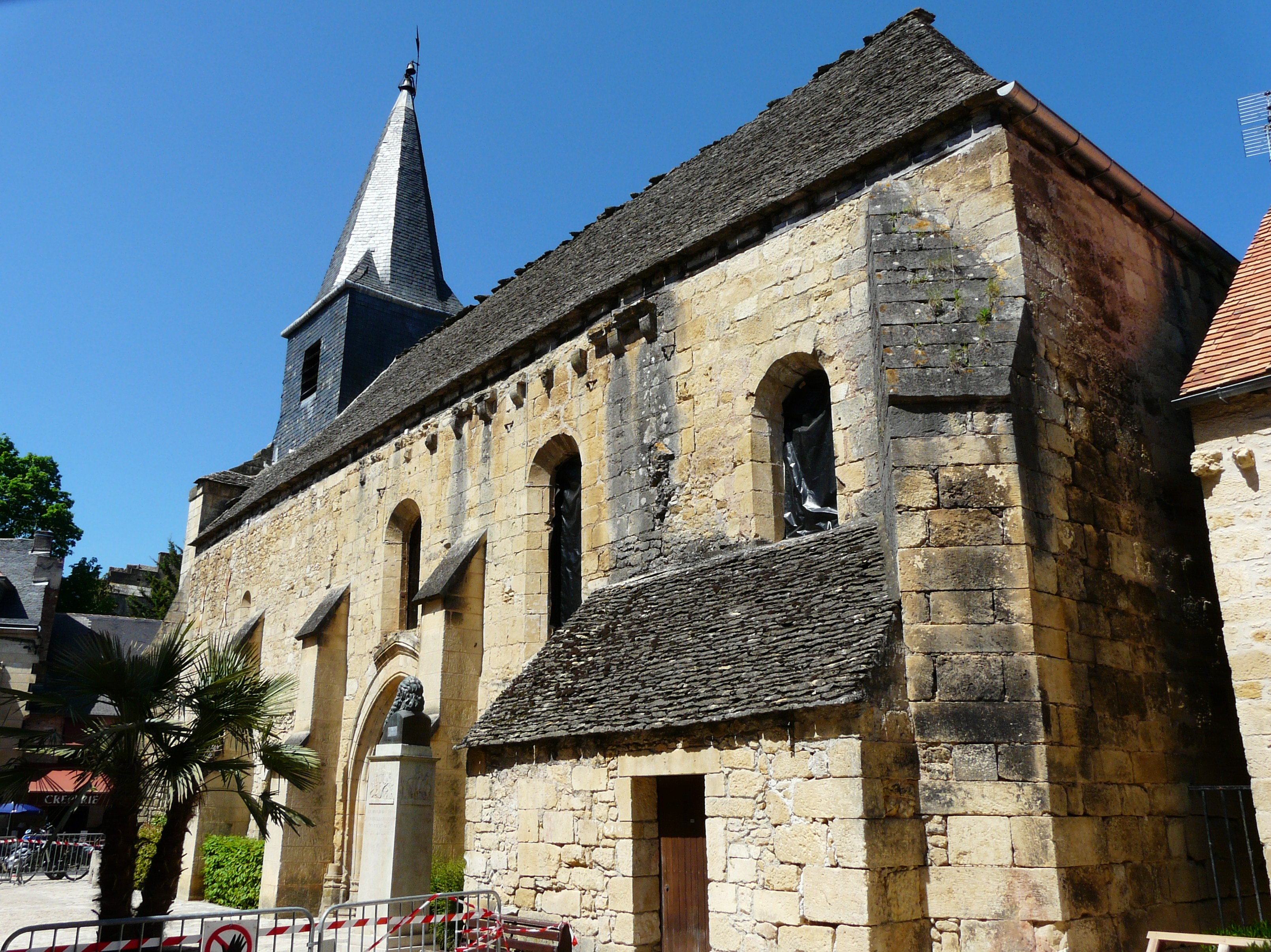
La chapelle de l'ancien prieuré.
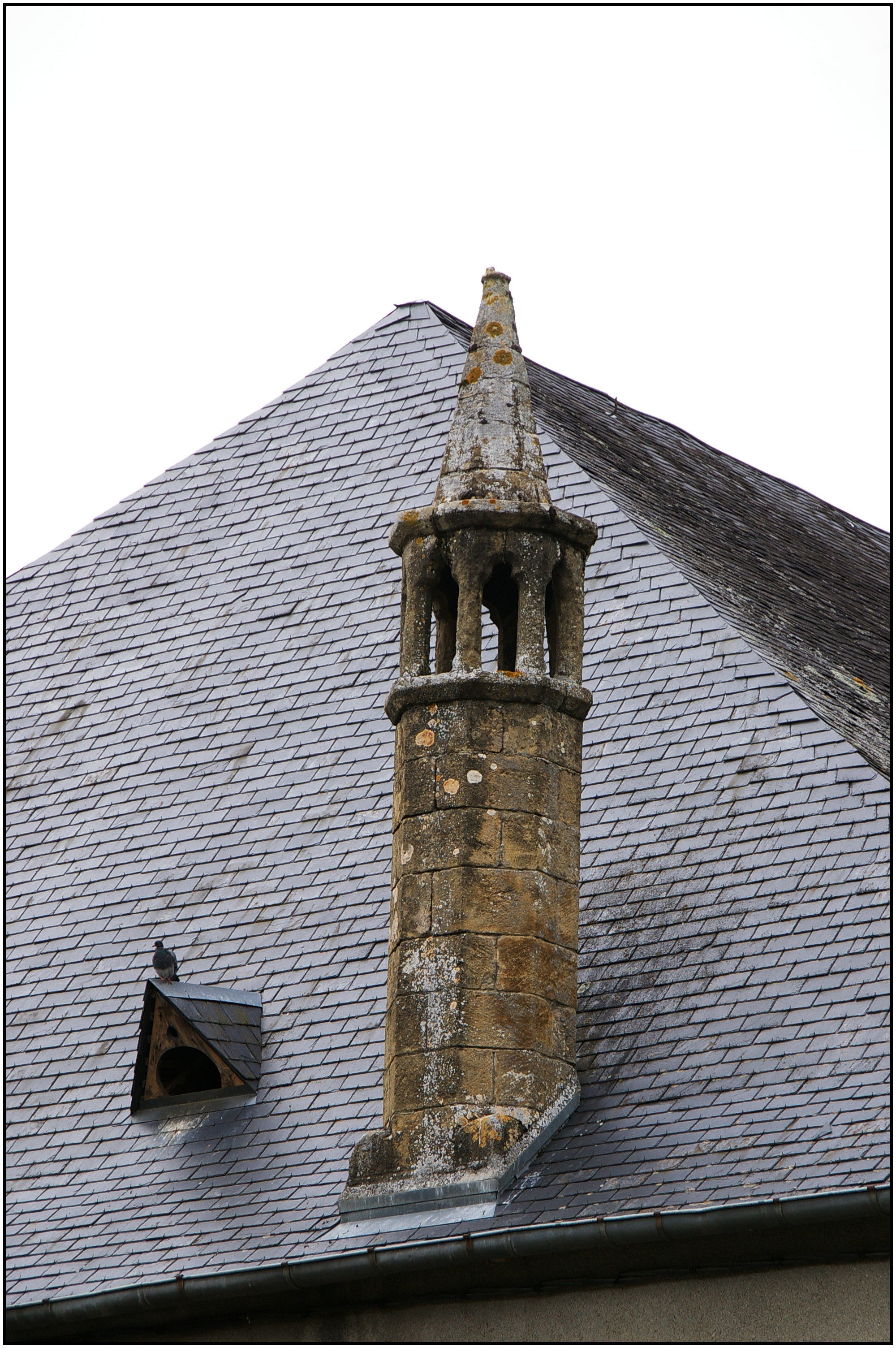
La cheminée sarrasine de l'hôpital.
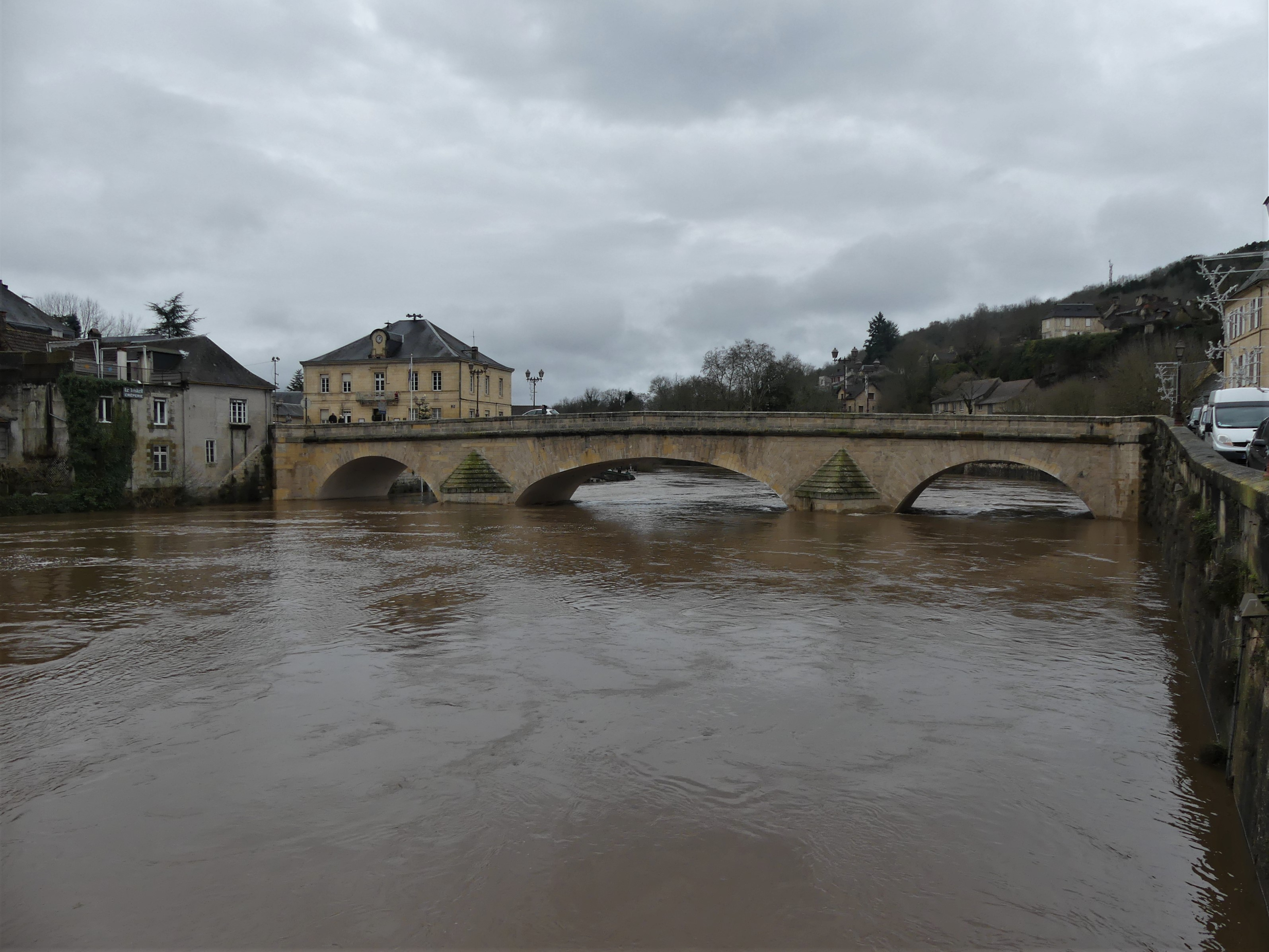
Le pont de Montignac en période de crue.

### Personnalités liées à la commune

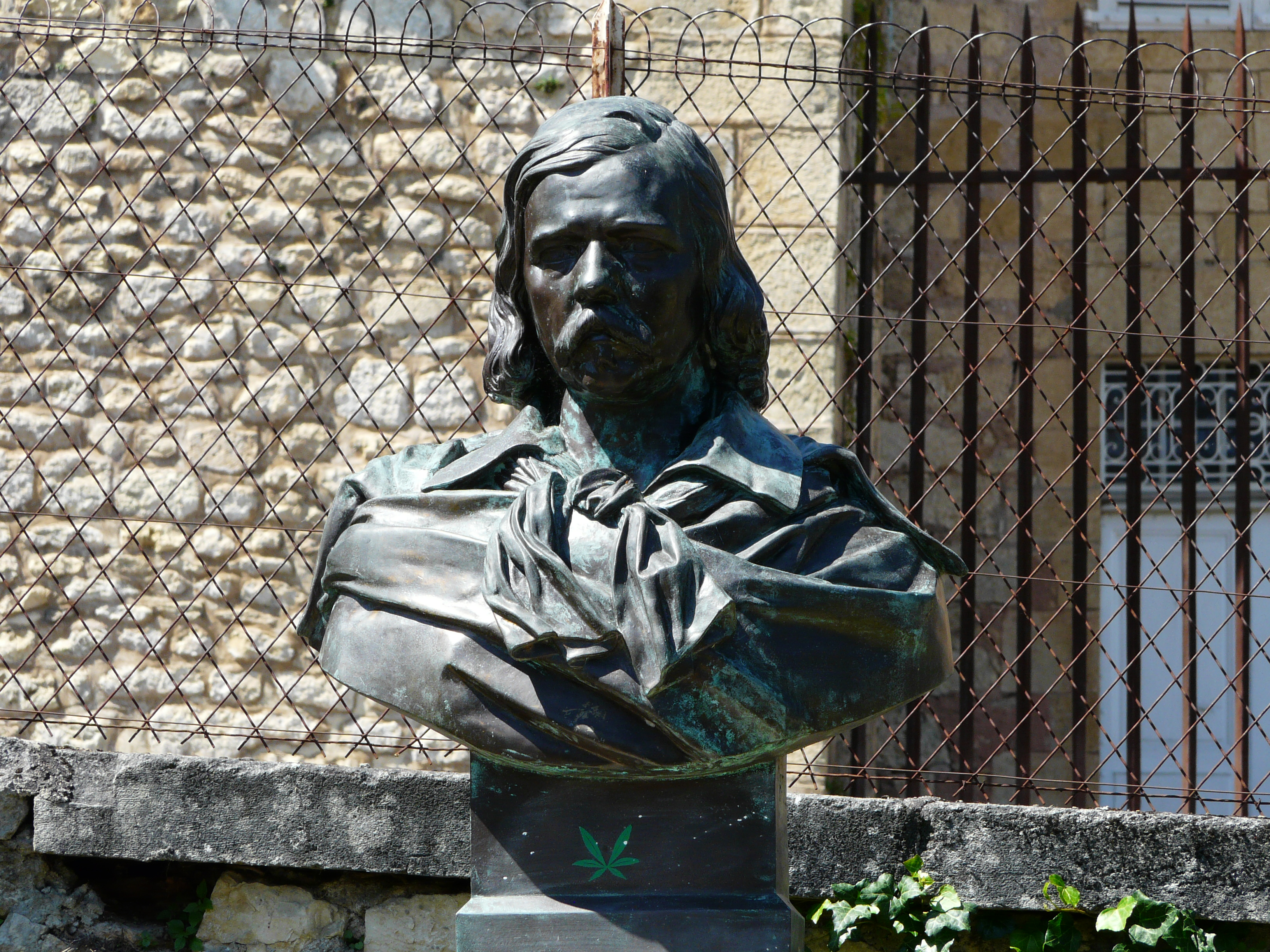
Buste de Pierre Lachambeaudie, œuvre de Ferdinand Taluet à Montignac.

- Pierre de Bonald mort en 1462, prélat au XVe siècle, est né à Montignac.
- Jean Broc (1771-1850), peintre, est né à Montignac.
- Yvon Delbos (1885-1956), homme politique est inhumé à Montignac[109].
- Joseph Joubert (1754-1824), moraliste et essayiste, est né à Montignac.
- Bernard de Labrousse de Beauregard (1735-1800), député du clergé aux États généraux de 1789  et auteur de plusieurs écrits dont La Révolution de France, est né à Montignac.
- Pierre Lachambeaudie (1806-1872), né à Montignac, écrivain et fabuliste.
- Élie Lacoste (1745-1806, révolutionnaire français, est né et mort à Montignac.
- Eugène Le Roy (1836-1907), écrivain, est mort à Montignac.
- Joseph Mérilhou (1788-1856), homme politique, né à Montignac.
- Euphémie Vauthier (1829-1900), écrivaine, journaliste et institutrice, née à Montignac.

### Héraldique
| Blason de Montignac-Lascaux | Blason  | De gueules à trois lionceaux couronnés d'or.     |
| Blason de Montignac-Lascaux | Détails | Le statut officiel du blason reste à déterminer. |

## Pour approfondir